# Napoléon-Alexandre Labrie
Napoléon-Alexandre Labrie CIM (* 5. August 1893 in Godbout, Québec; † 16. Mai 1973 in Québec) war ein kanadischer römisch-katholischer Geistlicher und der erste Bischof von Golfe Saint-Laurent.

## Leben
Er war das dreizehnte von vierzehn Kindern von Alfred Labrie und Victoria Gagné. 1915 trat er der Kongregation von Jesus und Maria (Eudisten) bei und studierte von 1918 bis 1922 Theologie an der Päpstlichen Universität Gregoriana in Rom. Am 15. April 1922 empfing er das Sakrament der Priesterweihe. Danach war er im Landesinneren der Provinz Québec und auf der Labrador-Halbinsel volksmissionarisch tätig. Später wurde er Pfarrer in Point-aux-Outardes.
Papst Pius XI. ernannte ihn am 30. März 1938 zum Titularbischof von Limata und zum Apostolischen Vikar des Apostolischen Vikariats Golfe Saint-Laurent. Die Bischofsweihe spendete ihm am 17. Juli 1938 der Erzbischof von Québec Jean-Marie-Rodrigue Kardinal Villeneuve; Mitkonsekratoren waren Patrice-Alexandre Chiasson, Bischof von Bathurst in Kanada, und Patrick Albert Bray, Bischof von Saint John, New Brunswick.
Mit der Erhebung des Apostolischen Vikariats zum Bistum wurde Napoléon-Alexandre Labrie am 22. Dezember 1945 Bischof des neugeschaffenen Bistums Golfe Saint-Laurent, das von 1960 bis 1986 den Namen Bistum Hauterive trug und seit 1986 Bistum Baie-Comeau heißt. Am 1. Dezember 1956 trat er von der Leitung des Bistums zurück und wurde zum Titularbischof von Hilta ernannt.
Er nahm an der ersten, zweiten und vierten Session des Zweiten Vatikanischen Konzils teil.